# Vliegende slang
De vliegende slang (Chrysopelea ornata) is een giftige slang uit de familie toornslangachtigen (Colubridae) en de onderfamilie Ahaetuliinae.

## Naam en indeling
De wetenschappelijke naam van de soort werd voor het eerst voorgesteld door George Shaw in 1802. Oorspronkelijk werd de wetenschappelijke naam Coluber Ornatus gebruikt.

### Ondersoorten
De soort wordt verdeeld in twee ondersoorten. Vroeger werd een derde ondersoort erkend, Chrysopelea ornata sinhaleya, maar dit wordt beschouwd als verouderd. De ondersoorten zijn onderstaand weergegeven, met de auteur en het verspreidingsgebied.
| Naam                           | Auteur       | Verspreidingsgebied                                                                                                  |
| ------------------------------ | ------------ | --- |
| Chrysopelea ornata ornata      | Shaw, 1802   | India, Nepal, Sri Lanka, Bangladesh, Bhutan, Myanmar, Thailand, Maleisië, Laos, Cambodja, Vietnam, China, Filipijnen |
| Chrysopelea ornata ornatissima | Werner, 1925 | ? |

## Uiterlijke kenmerken
De vliegende slang is een slanke soort en heeft een groene huid met zwart gepunte schubben. De lichaamslengte bedraagt één tot 1,3 meter. De kop is relatief smal, de ogen zijn verhoudingsgewijs groot. De giftanden staan achteraan in de bek. Het mannetje is van een vrouwtje te onderscheiden aan de dikkere en langere staart.

## Levenswijze
De vliegende slang leeft in bomen, het voedsel van deze actieve jager bestaat uit kleine zoogdieren, vogels, hagedissen en kikkers, die worden verdoofd door een krachtige beet. Het dier rust regelmatig in bomen, maar blijft altijd alert op een mogelijke prooi. Deze soort is giftig, maar de beet is voor de mens niet echt gevaarlijk. Deze slang maakt zweefvluchten door zijn ribben te spreiden en zo zijn buikzijde breed en hol te maken. Bij bedreiging kan hij zich vanaf een hoog punt lanceren om te ontsnappen. Als dit niet lukt, dan zal het dier niet aarzelen om te bijten.

## Voortplanting
Een legsel bestaat meestal uit zes tot veertien eieren, die worden afgezet in aarde, strooisel of rottend hout. Pasgeboren jongen hebben een lengte van vijftien tot twintig centimeter.

## Verspreiding en habitat
Deze soort komt voor in Zuid- en Zuidoost-Azië in tropische regenwouden en parken en tuinen. De soort komt van nature voor in de landen India, Nepal, Sri Lanka, Bangladesh, Bhutan, Myanmar, Thailand, Maleisië, Laos, Cambodja, Vietnam, China en de Filipijnen.